# Социјална психијатрија
Социјална психијатрија је ужа психијатријска специјализација која се бави проучавањем улоге друштвених и културних фактора у развоју менталних поремећаја као и терапијом поремећаја који су претежно настали под утицајем неповољних друштвених, социјалних и културних услова. Посебно се бави болестима зависности, као и образовањем широког круга становништва у локалној заједници ради превенције могућих поремећаја у свим областима људског живота.